# (9167) Járkov
(9167) Járkov es un asteroide perteneciente al cinturón de asteroides, descubierto el 18 de septiembre de 1987 por la astrónoma soviética Liudmila Chernyj desde el Observatorio Astrofísico de Crimea.

## Designación y nombre
Designado provisionalmente como  1987 SS17. Fue nombrado Járkov en homenaje a Járkov, una de las ciudades más grandes e importantes de Ucrania.